# Udziałowiec (film)
Udziałowiec (ros. Акционеры) – radziecki propagandowy film animowany z 1963 roku w reżyserii Romana Dawydowa. Krytyka "ludowego kapitalizmu". 
Film wchodzi w skład serii płyt DVD Animowana propaganda radziecka (cz. 3: Kapitalistyczne rekiny).

## Fabuła
Film opowiada o losie dwóch akcjonariuszy: milionera Pearsona i udziałowca jednej akcji firmy Pearson – Michaela Chaise’a.
U Pearsona pracownicy strajkują, dlatego też zostają zwolnieni i zastąpieni robotami. Michael Chaise również zostaje zwolniony, a jego akcja staje się bezwartościowa i nikt nie chce jej kupić. Od tej pory udziałowiec Chaise zostaje odrzucony i żyje bez środków do życia. Jako bezrobotny wciąż szuka pracy, której nigdzie nie może znaleźć.
Film przedstawia zło amerykańskiego kapitalizmu. Pracownik, który posiada niewielki udział w dużej firmie wiedzie światowe życie. W momencie, gdy jego firma zastępuje swoich pracowników robotami, jego akcje stają się bezwartościowe, a on sam nie potrafi odnaleźć się w okrutnym świecie.

## Obsada (głosy)
- Władimir Marienkow
- Aleksandr Baranow
- Gieorgij Gieorgiu
- Fiodor Dimant
- Jurij Chrżanowski
- Jurij Filimonow
- Michaił Astangow

## Animatorzy
Jelena Chłudowa, Władimir Zarubin, Jurij Babiczuk, Anatolij Pietrow, Boris Sadownikow, Iwan Dawydow, Michaił Pierszin, Siergiej Diożkin, Lidija Riezcowa, Wiktor Szewkow, Antonina Korowina, Boris Akuliniczew, Erast Mieladze, Oleg Safronow, Jurij Butyrin, Sofija Mitrofanowa